# 绿叶
绿叶（学名：Eremostachys speciosa var. viridifolia）为唇形科沙穗属下的一个变种。